# Смирнов, Владимир Сергеевич (депутат)
Смирнов Владимир Сергеевич (род. 30 ноября 1946 в городе Бабаево Вологодской области) — советский военный лётчик, российский политик.

## Офицер
Окончил Балашовское высшее военное авиационное училище лётчиков в 1968 году, Центр подготовки лётчиков-испытателей в 1976 году, факультет самолётостроения Московского авиационного института в 1980 году.
- 1968—1975 годах был лётчиком, командиром отряда в Уральском военном округе.
- 1976—1982 годах — лётчик-испытатель, командир авиационной эскадрильи в Государственном Краснознаменном научно-испытательном институте ВВС (ГК НИИ ВВС), г. Ахтубинск.
- 1983—1987 годах — начальник службы лётных испытаний бомбардировочной авиации ГК НИИ ВВС.
- 1987—1991 годах — заместитель начальника 1-го научно-испытательного управления ГК НИИ ВВС.

Лётными испытаниями занимался с 1976 по 1990 годы. Налёт 3658 часов, из них на лётные испытания 1557 часов. Освоено 35 типов самолётов и их модификаций.
1984—1988 годы ведущий лётчик-испытатель самолёта Ту-160 от ГК НИИ ВВС. Выполнил 73 полёта, налёт 192 часа. Основные полёты на определение характеристик устойчивости и управляемости с предельными центровками, в различной конфигурации крыла, при отказах гидросистем на сверхзвуковых скоростях, на больших углах атаки, с выходом на предельно-допустимые углы атаки. Определение характеристик прочности самолёта на максимальной скорости и предельной перегрузке, посадки со стреловидностью крыла 65 градусов и предельной полётной массой. Определение характеристик навигационного комплекса при полёте на Северный Полюс. Имел аварийные ситуации в испытательных полётах, например:
- отказ двигателя на самолёте Су-24 с внешней подвеской опытной авиабомбы, посадка на одном двигателе вместе с авиабомбой,
- посадки на тяжёлых самолётах с не отказами (невыпуск, непостановка на замок одной стойки шасси),
- отрыв части стабилизатора на самолёте Ту-160 при полёте на максимальной сверхзвуковой скорости.

В возрасте 37 лет ему было присвоено воинское звание полковник. Награждён орденом Красной Звезды и двенадцатью медалями. Лётчик-испытатель первого класса. Вышел в запас в 1993 году.
Почётный гражданин г. Бабаево.

## Политический деятель
- 1989—1991 годы Народный депутат СССР от территориального округа № 124 Астраханской области. Входил в состав Межрегиональной депутатской группы и депутатской группы «За радикальную военную реформу».
- 1990—1991 году член Комитета Верховного Совета СССР по науке и технологиям.
- 1991 году член Совета Республик Верховного Совета СССР, председатель подкомитета по военной реформе и правовому обеспечению деятельности Вооруженных сил в Комитете Совета Республик по безопасности и обороне. Активный сторонник проведения военной реформы, автор ряда проектов в этой сфере. В августе 1991 года находился в Нагорном Карабахе с миссией по освобождению из армянского плена военнослужащих Внутренних войск. 20 августа направил воззвание к военнослужащим с призывом не выполнять приказов ГКЧП.
- В 1990 году был избран делегатом 28 Съезда КПСС по партийному округу, в который входили военная база г. Ахтубинск, военная база Чкаловская, военная база Феодосия. После 28 Съезда в июле 1990 года вышел из КПСС. Участвовал в создании Республиканской партии Российской Федерации (был членом политсовета) и движения «Демократическая Россия» (в 1992—1993 годах был его сопредседателем).
- В 1991 году был избран председателем координационного совета движения «Военные за демократию». В 1994 году стал членом партии «Демократический выбор России», в 1995—1996 годах входил в состав её политсовета.

## Государственный деятель
- В январе-августе 1992 года — начальник управления в Государственном комитете РСФСР по вопросам обороны и безопасности.
- В августе 1992 — феврале 1993 гг. — помощник Председателя Правительства Российской Федерации.
- В апреле 1993 — декабре 1994 гг. — заместитель руководителя Аналитического центра Администрации Президента РФ.
- С 1997 года — заместитель губернатора — руководитель представительства Вологодской области при Президенте РФ и Правительстве РФ.